# Flirt z czterdziestką
Flirt z czterdziestką (ang. Flirting with Forty) – amerykańska komedia romantyczna z 2008 roku w reżyserii Mikaela Salomona.

## Opis fabuły
Rozwiedziona Jackie Laurens (Heather Locklear) sama wychowuje dwoje dzieci. Z okazji 40 urodzin przyjaciółka funduje jej wakacje na Hawajach. Na miejscu wdaje się w romans z młodym nauczycielem surfingu, Kyle'em. Wakacyjna przygoda szybko przeradza się w coś poważniejszego.

## Obsada
- Heather Locklear jako Jackie Laurens
- Robert Buckley jako Kyle Hamilton
- Vanessa A. Williams jako Kristine
- Cameron Bancroft jako Daniel Laurens
- Sam Duke jako Will Laurens
- Anne Hawthorne jako Clare
- Chelah Horsdal jako Anne
- Stefanie Von Pfetten jako Nicole
- Jamie Bloch jako Jessica

i inni